# Dactylolabis (Dactylolabis) montana
Dactylolabis (Dactylolabis) montana is een tweevleugelige uit de familie steltmuggen (Limoniidae). De soort komt voor in het Nearctisch gebied.